# Bo Hansen
Bo Jannik Nyby Hansen (ur. 16 czerwca 1972 w Holstebro) – były duński piłkarz występujący na pozycji napastnika.

## Kariera klubowa
Hansen zawodową karierę rozpoczynał w 1990 roku w klubie Holstebro. W 1994 roku odszedł do Brøndby z 1. division. Spędził tam 5 lat. W tym czasie zdobył z zespołem 2 mistrzostwa Danii (1997, 1998), 3 Superpuchary Danii (1994, 1996, 1997), Puchar Danii (1998), a także wywalczył z nim wicemistrzostwo Danii (1995).
Na początku 1999 roku Hansen trafił do angielskiego Boltonu Wanderers z Division One. W 2001 roku awansował z nim do Premier League. W tych rozgrywkach zadebiutował 18 sierpnia 2001 roku w wygranym 5:0 meczu z Leicester City. 19 stycznia 2002 roku w zremisowanym 1:1 pojedynku z Middlesbrough strzelił pierwszego gola w Premier League.
W 2002 roku powrócił do Danii, gdzie został graczem klubu FC Midtjylland. W 2003 roku dotarł z nim do finału Pucharu Danii, jednak ekipa Midtjylland uległa tam 0:3 zespołowi Brøndby. W 2004 roku Hansen zakończył karierę.

## Kariera reprezentacyjna
Hansen zagrał 1 raz w reprezentacji Danii. Był to mecz Pucharu Konfederacji 1995 z Arabią Saudyjską (2:0) rozegrany 8 stycznia 1995 roku. Dania została triumfatorem tamtego turnieju.